# Otto Schönherr (Chemiker)
Otto Schönherr (* 1. Dezember 1861 in Chemnitz; † 25. Dezember 1926 in Dresden) war ein deutscher Chemiker.
Schönherr studierte von 1880 bis 1884 an der TH Dresden Chemie und arbeitete dann in der Düngerindustrie, zuerst als Laborchemiker bei Merck und Co. in Hamburg, dann als Betriebsleiter einer Düngerfabrik in Vienenburg bei Goslar und in Oker sowie in Ludwigshafen (zu Silbermann aus Augsburg gehörig). 1894/95 schloss er ein Studium der Elektrochemie in Gießen an und wurde 1895 promoviert. Ebenfalls 1895 baute er eine elektrochemische Chloratfabrik im schweizerischen Turgi mit auf und 1896 die Alkalichlorid-Elektrolyse-Anlage bei BASF. 
1905 fand er ein Verfahren zur Gewinnung von Stickstoff aus der Luft ähnlich dem Birkeland-Eyde-Verfahren von Kristian Birkeland. Er arbeitete daran schon seit 1899 und ließ es patentieren. Wegen des hohen Energieverbrauchs war die Produktion nur mit Wasserkraft praktikabel und BASF arbeitete daran mit Norsk Hydro in Norwegen zusammen (die die Birkeland-Eyde-Patente besaßen). Die 1912 betriebsbereite Fabrik in Notodden wurde kurze Zeit von Schönherr geleitet, bevor er 1912 aus gesundheitlichen Gründen in den Ruhestand ging. Zu dieser Zeit zeichnete sich mit der Entwicklung des Haber-Bosch-Verfahrens allerdings schon eine günstigere Konkurrenz zur Ammoniaksynthese ab.
Im Jahr 1908 wurde ihm die Liebig-Denkmünze verliehen.